# Boconó
Boconó is een stad en gemeente in het zuidoosten van de Venezolaanse staat Trujillo. De gemeente telt 98.500 inwoners. De stad is vernoemd naar de rivier Komboc.

## Geschiedenis
Op 12 oktober 1548 verliet Diego Ruiz de Vallejo de stad El Tocuyo in opdracht van Juan Villegas om de provincie Cuicas te veroveren. Cuicas werd zo genoemd door de oorspronkelijke bewoners van het betreffende gebied, waar ook de vallei waarin Boconó ligt, en waar zich goudmijnen zouden bevinden.
In 1558 ontstond er onenigheid tussen Francisco Ruiz, afgezant van de gouverneur van de provincie Venezuela om de sector los Cuicas in bezit te nemen, en Juan de Maldonado, afgezant van de Real Audiencia del Nuevo Reino de Granada. Juan de Maldonado claimde dat zijn manschappen het gebied controleerde. Desalniettemin had Ruiz ervoor gezorgd dat het gebied onder de jurisdictie van Venezuela viel.
In 1786 werd het kanton Boconó gevormd, en in 1811 werd Boconó uitgeroepen tot een villa (stad) en sloot het zich aan bij de vrijheidsbeweging. Het Spaanse rijk reageerde hierop door Don Miguel Uzcátegui, burgemeester van de villa, gevangen te nemen en te verbannen.
Simón Bolívar, vrijheidsstrijder, bezocht Boconó tweemaal (26-29 juni 1813 en op 10 maart 1821) en richtte er een basis in op Boca del Monte. Hij verbleef in het huis van de burgemeester, Jose María Baptista, en gaf de stad de bijnaam "Tuin van Venezuela".
Op 2 juli 1813 vond de Niquitao-oorlog plaats op de Tirindísavanne tijdens de Campaña Admirable, een vrijheidsstrijd in de omliggende provincies. Een samenwerkingsverband van inwoners, de Mucuchíesstam, patriotten, José Félix Ribas, Vicente Campo Elías en Rafael Urdaneta versloegen het Spaanse leger dat onder commando stond van José Martí.
In 1864 werd het Boconó departement gevormd, en in 1884 werd dit een district.
In 1955 werd de bouw van het vliegveld van Boconó voltooid en op 3 september landde het eerste vliegtuig.
In 1990 werd het district Boconó een gemeente, die was onderverdeeld in 13 parochies (Ayacucho, Boconó, Burbusay, Campo Elías, El Carmen, General Ribas, Guaramacal, Monseñor Jáuregui, Mosquey, Rafael Rangel, San José, San Miguel en Vega de Guaramacal). Op 30 januari 1995 scheidde Campo Elías zich echter af om een eigen gemeente te vormen.